# Ed Gass-Donnelly

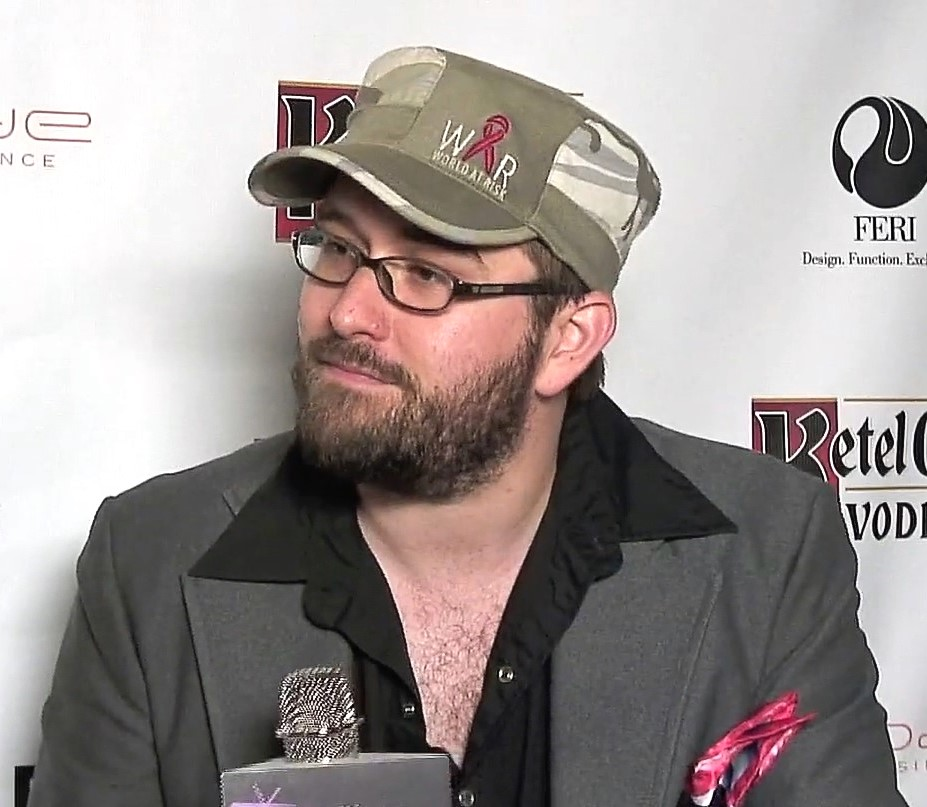
Ed Gass-Donnelly, 2010

Ed Gass-Donnelly (* 17. August 1977 in Toronto, Ontario) ist ein kanadischer Filmregisseur, Filmproduzent, Drehbuchautor und Filmeditor.

## Karriere
Ed Gass-Donnelly begann seine Karriere 2002 als Regisseur und Editor einiger Kurzfilme, wie Polished, Dying Like Ophelia, Pony und Pink. Sein erster Spielfilm, This Beautiful City, erschien 2008 und wurde für vier Genie Awards bei den 29th Genie Awards nominiert. 2007 und 2010 inszenierte, produzierte und schrieb das Drehbuch für die Filme This Beautiful City, 60 Seconds of Regret und Small Town Murder Songs. Sein bisher letzter Film, der Horrorfilm Der letzte Exorzismus: The Next Chapter, erschien im Jahr 2013. Zu diesem Film schrieb er außerdem das Drehbuch und war als Editor beteiligt.

## Filmografie
- 2002: Polished (Kurzfilm)
- 2002: Dying Like Ophelia (Kurzfilm)
- 2002: Pony (Kurzfilm)
- 2003: Pink (Kurzfilm)
- 2007: This Beautiful City
- 2007: 60 Seconds of Regret (Kurzfilm)
- 2010: Small Town Murder Songs
- 2013: Der letzte Exorzismus: The Next Chapter (The Last Exorcism: Part II)
- 2016: Lavender